# DJ-Kicks
DJ-Kicks (prezentată grafic pe toate coperțile DJ-KiCKS) este o serie de albume DJ mix, mixate de diferiți artiști pentru Casă de discuri independentă !K7 Records. 

## Istoric
DJ-Kicks a luat naștere în 1995 ca o compilație de mix-uri ale DJilor în stilul muzicii electronice de club în genul techno sau house, cu la acea vreme nouă întorsătură, ce va viza publicul ascultător de domiciliu. La scurt timp după aceea, atât alegerea compilatorilor cât și genurile incluse au fost extinse: Pe lângă DJi, tot mai mulți producători muzicali (cum ar fi Terranova), remixeri (cum ar fi Kruder & Dorfmeister), trupe (cum ar fi Stereo MCs) și muzicieni (cum ar fi Nicolette) au compilat albumele DJ-Kicks. La fel a început să varieze și muzica, variind de la un sunet de jazz downbeat a celor de la Trüby Trio la un drum and bass agresiv  de la Kruder & Dorfmeister. Totusi, toate contribuțiile rămân în linii mari, în cadrul genurilor muzicii electronice.
Primul release DJ-Kicks îi aparține lui CJ Bolland în 1995, iar seria este în continuare extinsă în mod regulat. Din octombrie 2012, există 44 de releas-uri în serie, cu o rată de lansare de aproximativ două - trei noi în fiecare an. Unele dintre mixurile DJ-Kicks sunt foarte populare și apreciate printre albumele compilatorilor, mai ales cel al Kruder & Dorfmeister. Seria DJ-Kicks a fost numit "cel mai important serie de DJ-mix din toate timpurile" de către revista de muzică dance electronică și clubbing Mixmag. Releas-ul cu numărul 26 a reprezentat o compilație "best of" de celebrare specială (fiind nemixat), DJ-Kicks: The Exclusives. Aceasta a constat din piese originale ale DJ-ilor care au mixat albumele anterioare din seria DJ-Kicks.

## Release-uriDJ-Kicks
| Nr. ediție | Titlu album                                    | Lansare            | Nr. catalog | Website                                                                                                  |
| ---------- | ---------------------------------------------- | ------------------ | ----------- | --- |
| 1          | DJ-Kicks: C.J. Bolland                         | 4 septembrie 1995  | !K7038CD    | http://www.dj-kicks.com/c-j-bolland-dj-kicks/ Arhivat în 15 iulie 2013, la Wayback Machine.              |
| 2          | DJ-Kicks: Carl Craig                           | 25 martie 1996     | !K7042CD    | http://www.dj-kicks.com/carl-craig-dj-kicks/ Arhivat în 10 iulie 2013, la Wayback Machine.               |
| 3          | DJ-Kicks: Claude Young                         | 3 iunie 1996       | !K7045CD    | http://www.dj-kicks.com/claude-young-dj-kicks/ Arhivat în 15 iulie 2013, la Wayback Machine.             |
| 4          | DJ-Kicks: Kruder & Dorfmeister                 | 19 august 1996     | !K7046CD    | http://www.dj-kicks.com/kruder-dorfmeister-dj-kicks/ Arhivat în 10 mai 2013, la Wayback Machine.         |
| 5          | DJ-Kicks: Stacey Pullen                        | 14 octombrie 1996  | !K7049CD    | http://www.dj-kicks.com/stacey-pullen-dj-kicks/ Arhivat în 12 iulie 2013, la Wayback Machine.            |
| 6          | DJ-Kicks: Nicolette                            | 10 martie 1997     | !K7054CD    | http://www.dj-kicks.com/nicolette-dj-kicks/ Arhivat în 15 iulie 2013, la Wayback Machine.                |
| 7          | DJ-Kicks: The Black Album                      | 19 mai 1997        | !K7056CD    | http://www.dj-kicks.com/rockers-hi-fi-dj-kicks/ Arhivat în 15 iulie 2013, la Wayback Machine.            |
| 8          | DJ-Kicks: DJ Cam                               | 18 noiembrie 1997  | !K7060CD    | http://www.dj-kicks.com/dj-cam-dj-kicks/ Arhivat în 15 iulie 2013, la Wayback Machine.                   |
| 9          | DJ-Kicks: Terranova                            | 19 ianuarie 1998   | !K7064CD    | http://www.dj-kicks.com/terranova-dj-kicks/ Arhivat în 15 iulie 2013, la Wayback Machine.                |
| 10         | DJ-Kicks: Smith & Mighty                       | 9 martie 1998      | !K7065CD    | http://www.dj-kicks.com/smith-mighty-dj-kicks/ Arhivat în 15 iulie 2013, la Wayback Machine.             |
| 11         | DJ-Kicks: Andrea Parker                        | 31 august 1998     | !K7071CD    | http://www.dj-kicks.com/andrea-parker-dj-kicks/ Arhivat în 15 iulie 2013, la Wayback Machine.            |
| 12         | DJ-Kicks: Kemistry & Storm                     | 25 ianuarie 1999   | !K7074CD    | http://www.dj-kicks.com/kemistry-storm-dj-kicks/ Arhivat în 14 februarie 2014, la Wayback Machine.       |
| 13         | DJ-Kicks: Thievery Corporation                 | 10 mai 1999        | !K7076CD    | http://www.dj-kicks.com/thievery-corporation-dj-kicks/ Arhivat în 13 iulie 2013, la Wayback Machine.     |
| 14         | DJ-Kicks: Kid Loco                             | 18 octombrie 1999  | !K7081CD    | http://www.dj-kicks.com/kid-loco-dj-kicks/ Arhivat în 15 iulie 2013, la Wayback Machine.                 |
| 15         | DJ-Kicks: Stereo MCs                           | 27 martie 2000     | !K7082CD    | http://www.dj-kicks.com/stereo-mcs-dj-kicks/ Arhivat în 15 iulie 2013, la Wayback Machine.               |
| 16         | DJ-Kicks: Nightmares on Wax                    | 2 octombrie 2000   | !K7093CD    | http://www.dj-kicks.com/nightmares-on-wax-dj-kicks/ Arhivat în 15 iulie 2013, la Wayback Machine.        |
| 17         | DJ-Kicks: Trüby Trio                           | 27 august 2001     | !K7104CD    | http://www.dj-kicks.com/truby-trio-dj-kicks/ Arhivat în 15 iulie 2013, la Wayback Machine.               |
| 18         | DJ-Kicks: Vikter Duplaix                       | 28 ianuarie 2002   | !K7115CD    | http://www.dj-kicks.com/vikter-duplaix-dj-kicks/ Arhivat în 15 iulie 2013, la Wayback Machine.           |
| 19         | DJ-Kicks: Playgroup                            | 1 iulie 2002       | !K7127CD    | http://www.dj-kicks.com/playgroup-dj-kicks/ Arhivat în 13 iulie 2013, la Wayback Machine.                |
| 20         | DJ-Kicks: Tiga                                 | 1 decembrie 2002   | !K7142CD    | http://www.dj-kicks.com/tiga-dj-kicks/ Arhivat în 15 iulie 2013, la Wayback Machine.                     |
| 21         | DJ-Kicks: Chicken Lips                         | 3 noiembrie 2003   | !K7155CD    | http://www.dj-kicks.com/chicken-lips-dj-kicks/ Arhivat în 15 iulie 2013, la Wayback Machine.             |
| 22         | DJ-Kicks: Erlend Øye                           | 19 aprilie 2004    | !K7161CD    | http://www.dj-kicks.com/erlend-oye-dj-kicks/ Arhivat în 10 mai 2013, la Wayback Machine.                 |
| 23         | DJ-Kicks: Daddy G                              | 25 octombrie 2004  | !K7170CD    | http://www.dj-kicks.com/daddy-g-dj-kicks/ Arhivat în 6 iulie 2017, la Wayback Machine.                   |
| 24         | DJ-Kicks: The Glimmers                         | 11 aprilie 2005    | !K7178CD    | http://www.dj-kicks.com/the-glimmers-dj-kicks/ Arhivat în 15 iulie 2013, la Wayback Machine.             |
| 25         | DJ-Kicks: Annie                                | 17 octombrie 2005  | !K7190CD    | http://www.dj-kicks.com/annie-dj-kicks/ Arhivat în 15 iulie 2013, la Wayback Machine.                    |
| 26         | DJ-Kicks: The Exclusives (cimpilație nemixată) | 27 February 2006   | !K7200CD    | |
| 27         | DJ-Kicks: Four Tet                             | 26 iunie 2006      | !K7203CD    | http://www.dj-kicks.com/four-tet-dj-kicks/ Arhivat în 15 iulie 2013, la Wayback Machine.                 |
| 28         | DJ-Kicks: Henrik Schwarz                       | 16 octombrie 2006  | !K7207CD    | http://www.dj-kicks.com/henrik-schwarz-dj-kicks/ Arhivat în 14 februarie 2014, la Wayback Machine.       |
| 29         | DJ-Kicks: Hot Chip                             | 21 mai 2007        | !K7213CD    | http://www.dj-kicks.com/hot-chip-dj-kicks/ Arhivat în 14 februarie 2014, la Wayback Machine.             |
| 30         | DJ-Kicks: Booka Shade                          | 22 octombrie 2007  | !K7222CD    | http://www.dj-kicks.com/booka-shade-dj-kicks/ Arhivat în 14 februarie 2014, la Wayback Machine.          |
| 31         | DJ-Kicks: Chromeo                              | 28 septembrie 2009 | !K7247CD    | http://www.dj-kicks.com/chromeo-dj-kicks/ Arhivat în 14 februarie 2014, la Wayback Machine.              |
| 32         | DJ-Kicks: Juan Maclean                         | Aprilie 2010       | !K7255CD    | http://www.dj-kicks.com/juan-maclean-dj-kicks/ Arhivat în 14 februarie 2014, la Wayback Machine.         |
| 33         | DJ-Kicks: James Holden                         | 25 mai 2010        | !K7261CD    | http://www.dj-kicks.com/james-holden-dj-kicks/ Arhivat în 14 februarie 2014, la Wayback Machine.         |
| 34         | DJ-Kicks: Kode9                                | 22 iunie 2010      | !K7262CD    | http://www.dj-kicks.com/kode9-dj-kicks/ Arhivat în 14 februarie 2014, la Wayback Machine.                |
| 35         | DJ-Kicks: Apparat                              | 25 octombrie 2010  | !K7270CD    | http://www.dj-kicks.com/apparat-dj-kicks/ Arhivat în 14 februarie 2014, la Wayback Machine.              |
| 36         | DJ-Kicks: Wolf + Lamb vs Soul Clap             | 15 martie 2011     | !K7283CD    | http://www.dj-kicks.com/wolflamb-vs-soul-clap-dj-kicks/ Arhivat în 30 ianuarie 2014, la Wayback Machine. |
| 37         | DJ-Kicks: Motor City Drum Ensemble             | Iulie 2011         | !K7285CD    | http://www.dj-kicks.com/motor-city-drum-ensemble-dj-kicks/ Arhivat în 8 mai 2013, la Wayback Machine.    |
| 38         | DJ-Kicks: Scuba                                | 17 octombrie 2011  | !K7291CD    | http://www.dj-kicks.com/scuba-dj-kicks/ Arhivat în 21 iunie 2013, la Wayback Machine.                    |
| 39         | DJ-Kicks: Gold Panda                           | 7 noiembrie 2011   | !K7292CD    | http://www.dj-kicks.com/goldpanda-dj-kicks/ Arhivat în 29 iunie 2013, la Wayback Machine.                |
| 40         | DJ-Kicks: The Exclusives (cimpilație nemixată) | 5 martie 2012      | !K7300CD    | |
| 41         | DJ-Kicks: Photek                               | 26 martie 2012     | !K7293CD    | http://www.dj-kicks.com/photek-dj-kicks/ Arhivat în 15 iulie 2013, la Wayback Machine.                   |
| 42         | DJ-Kicks: Maia Jane Coles                      | 16 aprilie 2012    | !K7295CD    | http://www.dj-kicks.com/Maiajanecoles-dj-kicks/%5Bnefuncțională%5D                                       |
| 43         | DJ-Kicks: Digitalism                           | 16 aprilie 2012    | !K7298CD    | http://www.dj-kicks.com/digitalism-dj-kicks/ Arhivat în 27 aprilie 2013, la Wayback Machine.             |
| 44         | DJ-Kicks: Hercules and Love Affair             | 26 octombrie 2012  | !K7301CD    | http://www.dj-kicks.com/herculesandloveaffair/ Arhivat în 12 mai 2013, la Wayback Machine.               |
| 45         | DJ-Kicks: Maceo Plex                           | 29 aprilie 2013    | !K7306CD    | http://www.dj-kicks.com/maceoplex/ Arhivat în 12 mai 2013, la Wayback Machine.                           |
| 46         | DJ-Kicks: John Talabot                         | 8 noiembrie 2013   | !K7312CD    | http://www.dj-kicks.com/johntalabot/ Arhivat în 1 martie 2014, la Wayback Machine.                       |
| 47         | DJ-Kicks: Breach                               | 15 noiembrie 2013  | !K7314CD    | http://www.dj-kicks.com/breach/                                                                          |
| 48         | DJ-Kicks: Brandt Brauer Frick                  | 21 februarie 2014  | K7311CD     | http://www.dj-kicks.com/tag/brandt-brauer-frick/ Arhivat în 8 martie 2014, la Wayback Machine.           |

## Serii DJ similare
- Back to Mine
- Late Night Tales
- Solid Steel
- Fabric Live

## Legături externe
- Pagina oficială DJ-Kicks
- Pagina !K7 Records